# 井手町立井手小学校
井手町立井手小学校（いでちょうりつ いでしょうがっこう）は、京都府綴喜郡井手町井手野神にある公立小学校。

## 沿革
- 1872年12月 - 井手小学校として開校
- 1875年5月 - 有王分校の前身・相楽郡田村小学校が開校
- 1886年4月 - 小学校令が公布され、井手尋常小学校と改称
- 1929年2月 - 現在地に移転
- 1941年4月 - 国民学校令の施行により、綴喜郡井手国民学校と改称
- 1947年4月 - 学制改革により綴喜郡井手村立井手小学校と改称
- 1953年8月 - 南山城水害により本校校舎260坪、分校校舎21坪流出
- 1958年4月 - 町村合併により井手町立井手小学校と改称。障害児学級開設
- 1967年4月 - 学校給食センター方式で開始
- 1971年12月 - 井手小学校創立百周年記念式挙行
- 1985年10月 - 京都府小学校教育研究会社会科教育研究大会会場校
- 1989年4月 - 有王分校竣工式・開講式
- 1993年2月 - 京都府教育委員会教育実践推進国語科教育研究発表会
- 1995年6月 - 毎月2日｢安全の日｣、13日｢安全点検の日｣と設定
- 2000年2月 - 文部省指定「教育総合推進地域事業」研究発表会
- 2003年11月 - 京都府小学校教育研究会｢総合的な学習の時間｣研究発表会
- 2004年4月 - 学力向上支援事業（文部科学省指定）研究協力校
- 2006年4月 - ジョイント・アップ研究開発研究推進校
- 2006年5月 - 学校図書館支援センター推進事業
- 2007年11月 - 京都府教育委員会指定「ジョイントアップ研究開発」研究発表会
- 2009年5月 - 愛鳥モデル校指定（3年間）
- 2009年7月 - 「人権の花」参加協力校
- 2009年10月 - 「人権の花」伝達式
- 2010年3月 - 「人権の花」感謝状贈呈式
- 2010年3月 - 太陽光パネル設置・太陽光発電開始

## 交通アクセス
- 西日本旅客鉄道（JR西日本）奈良線 玉水駅から南東へ徒歩。

## 主な進学先
- 井手町立泉ヶ丘中学校

## 通学区域が隣接している学校
- 井手町立多賀小学校
- 京田辺市立草内小学校
- 京田辺市立三山木小学校
- 木津川市立棚倉小学校
- 相楽東部広域連合立和束小学校